# شمعون
شَمْعون یا شِمعون (عبری: שִׁמְעוֹן [شیمِعُن]) از شخصیت‌های کتاب مقدس است که در کتاب پیدایش در تنخ نامش ذکر گشته‌است؛ او دومین فرزند پسر یعقوب و لیه و از سران طوایف بنی‌اسرائیل بود.

## معنی نام
بر اساس تورات، نام شمعون از این باور لیه سرچشمه می‌گیرد که خدا سخن او را شنیده‌است که یعقوب او را کم‌تر از خواهرش راحیل دوست دارد و به او این فرزند را عطا کرده‌است. در ادبیات یهودی نام او را چنین معنی کرده‌اند «کسی که به سخنان خدا گوش فرا می‌دهد».

## در تورات و ادبیات یهودی
هنگامی که شکیم، دینه دختر یعقوب را مورد تجاوز جنسی قرار داد؛ شمعون از مردم آن شهر انتقام سختی گرفت. در ادبیات یهودی، شمعون مردی نترس و پرخاشگر دانسته می‌شود، که به ویژه نسبت به یوسف حسادت می‌ورزید. بر اساس هاگادا، شمعون که کم‌ترین محبوبیت را نزد یعقوب داشت، نخستین کسی بود که پیشنهاد قتل یوسف را داد و سرانجام با پیشنهاد یهودا مبنی بر به چاه افکندن او موافقت کرد. هنگامی که برادران یوسف، برای خرید گندم و غله به مصر آمدند، یوسف از آن‌ها خواست که به مصر برگشته و بنیامین را نیز با خود بیاورند. در میان برادران، یوسف شمعون را گروگان گرفت تا مطمئن شود که برادران برمی‌گردند. بر اساس کتاب میدراش یاشر، شمعون نمی‌خواست که گروگان گرفته شود، بنابراین یوسف هفتاد تن از سپاه مصری فرعون را فرستاد که شمعون را بگیرند؛ اما شمعون همه آن‌ها را زمین زد. آن‌گاه یوسف، منسه را به نزد شمعون فرستاد، منسه او را گرفت و شکست داد و شمعون فریاد زد که این ضربه از سوی کسی از اسرائیلیان است و مصریان چنین قدرتی ندارند. شمعون هفتاد و پنج سال پس از یعقوب مرد و پسرانش به مصر رفتند. در زمان مرگ شمعون، سه سال از مرگ رئوبن می‌گذشت.

## در قرآن و ادبیات اسلامی
شمعون، فرزند ارشد و خردمند یعقوب بود که ریاست دیگر برادران را برعهده داشت.
برخی مفسّران قرآن، مقصود از «قائل» در آیه ۱۰ سوره یوسف را وی دانسته‌اند که ضمن ردّ تصمیم دیگر برادران، مبنی برکشتن یوسف پیشنهاد داد که وی را در چاه افکنید. بنا به نقلی، مقصود از «کبیرهم» در آیه ۸۰ یوسف نیز شمعون دانسته شده که در راستای تعهد به پدر برای بازگرداندن بنیامین از مصر به کنعان، برخلاف نظر سایر برادران، از بازگشت نزد پدر خودداری کرد.